# Penthea melanosticta
Penthea melanosticta là một loài bọ cánh cứng trong họ Cerambycidae.